# Cimego
Cimego é uma comuna italiana da região do Trentino-Alto Ádige, província de Trento, com cerca de 407 habitantes. Estende-se por uma área de 10 km², tendo uma densidade populacional de 41 hab/km². Faz fronteira com Daone, Pieve di Bono, Condino, Castel Condino, Tiarno di Sotto, Tiarno di Sopra.